# Asenowicze

Herb dynastii

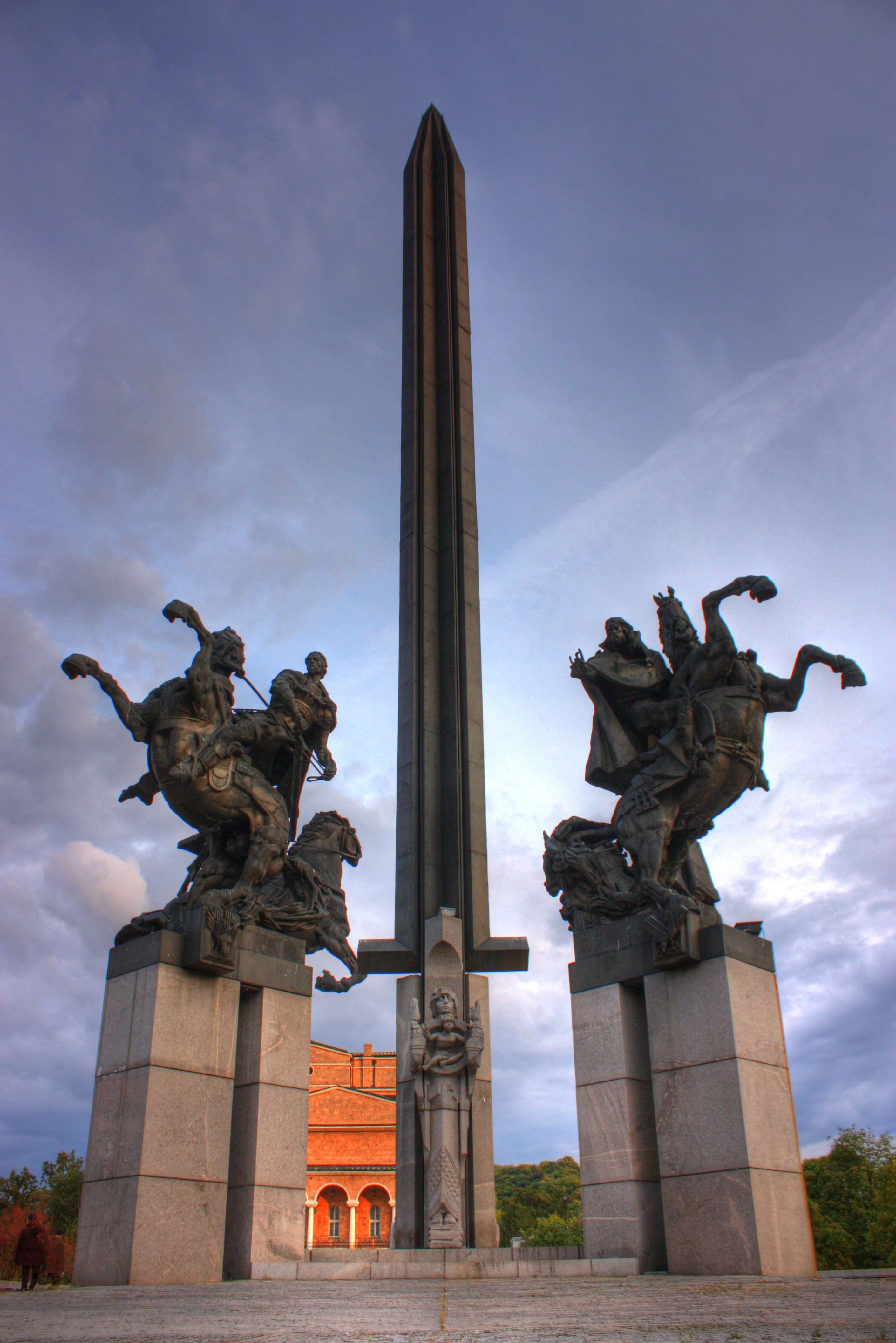
pomnik Asenowiczów w Wielkim Tyrnowie rzeźbiarza prof. Kruma Damianowa

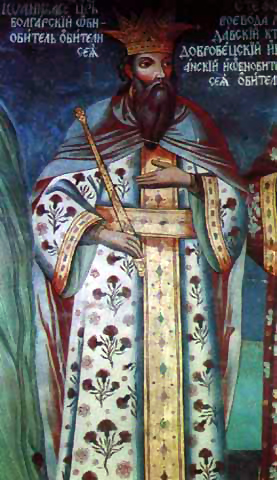
Iwan Asen II na malowidle w jednym z monastyrów góry Athos

Asenowicze (bułg. Асеневци) – dynastia, której przedstawiciele panowali w Bułgarii w końcu XII i w XIII wieku.
Pierwszymi przedstawicielami dynastii, którzy sięgnęli po koronę carów Bułgarii byli bracia Asen i Piotr, którzy w 1185 wzniecili powstanie przeciwko rządom bizantyńskim w Bułgarii i utworzyli tzw. drugie państwo bułgarskie. Pochodzili oni najprawdopodobniej z możnej rodziny o rodowodzie kumańskim.
Najwybitniejszymi władcami dynastii byli następcy Asena i Piotra: Kałojan (1197–1207) oraz Iwan Asen II (1218–1241). Kałojan, brat Asena i Piotra, w toku zwycięskich walk z Bizancjum, a następnie z Cesarstwem Łacińskim umocnił pozycję Bułgarii na Bałkanach i znacząco poszerzył jej terytorium. Iwan Asen II, syn Asena I, z kolei założył autokefaliczny patriarchat prawosławny w Tyrnowie, a także nadal rozszerzał granice państwa - tak, że w ostatnim dziesięcioleciu jego rządów Bułgaria stała się najpotężniejszym organizmem politycznym na Bałkanach.
Po śmierci Iwana Asena II nastąpił stopniowy upadek dynastii. Państwo niszczyły najazdy tatarskie, odbudowywało się znaczenie Bizancjum, swoje interesy w tym regionie zaczynali realizować Węgrzy i Serbowie, a pomiędzy członkami dynastii toczyły się walki wewnętrzne. W efekcie kolejni władcy z dynastii Asenowiczów stopniowo coraz bardziej uzależniali się od sąsiadów, zgadzając się m.in. na płacenie trybutu chanom mongolskim. Ostatni męski potomek Asenowiczów, Koloman II Asen został zamordowany po krótkich rządach w 1256.
Następcy Kolomana II byli jednak blisko spokrewnieni z Asenowiczami. W 1256 na tronie carskim zasiadł Mico, który był szwagrem Kolomana II, a jego syn Iwan Asen III panował w Bułgarii w latach 1279–1280. Także kolejne dynastie panujące w drugim państwie bułgarskim, Terterowiczów i Szyszmanowiczów były związane przez małżeństwa z Asenowiczami.
Wspomniany Iwan Asen III, żonaty z Ireną z bizantyńskiej dynastii Paleologów osiadł w Bizancjum, gdzie zapoczątkował rozbudowaną rodzinę, także nazywającą się Asenowiczami. Jej przedstawiciele m.in. rządzili na wyspach Lemnos, Imbros czy Kefalinii. Rodzina ta przetrwała do XIX w.

## Literatura
- Ilona Czamańska, Asenowicze [w:] Słownik dynastii Europy, red. J. Dobosz, M. Seweryński, Poznań 1999, s. 36-37.
- T. Wasilewski, Historia Bułgarii, Wrocław 1988.